# Boa Vista, Kap Verde

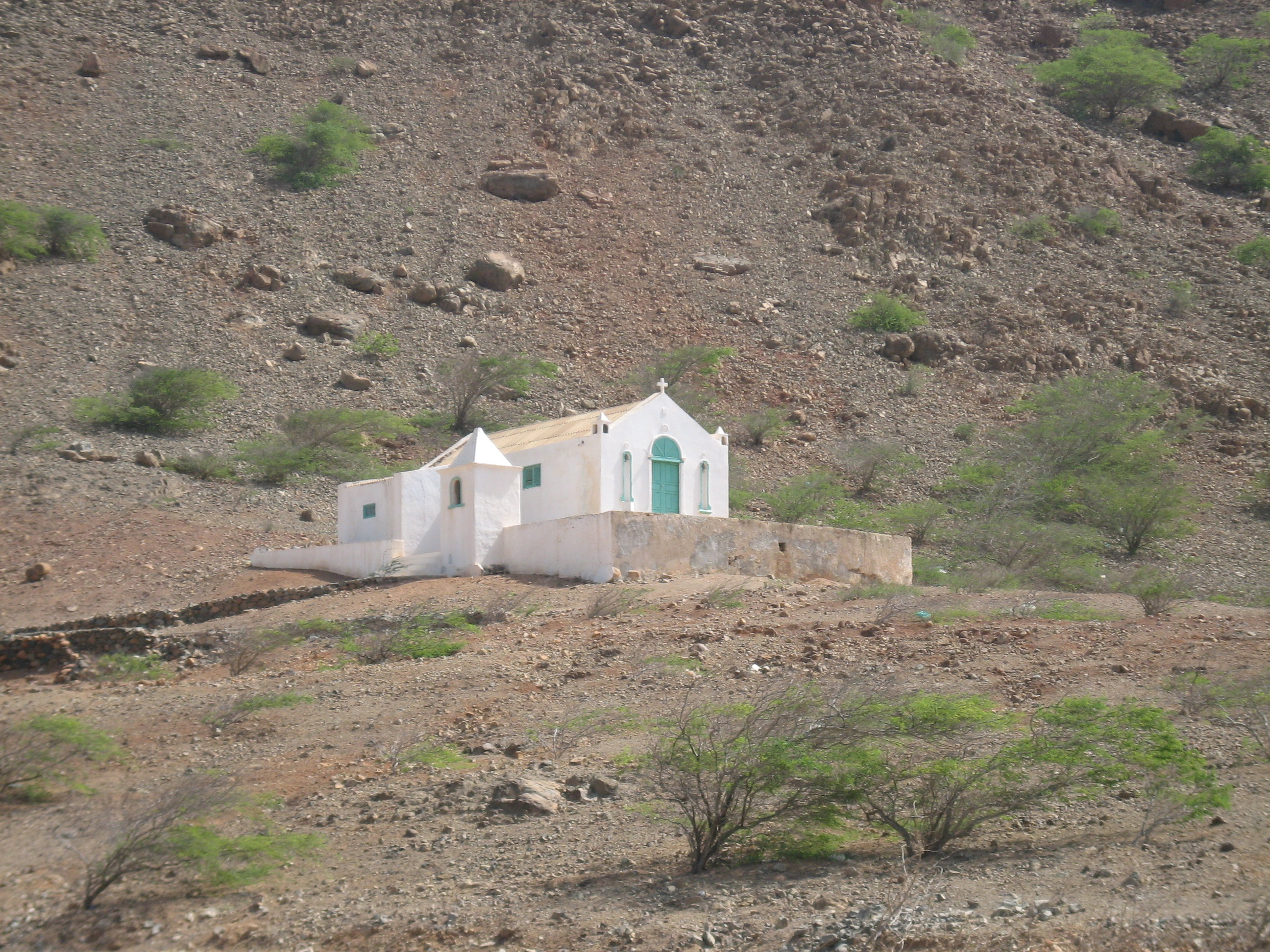
Kyrkan Nossa Senhora da Conceição, nära Povoação Velha
på Boa Vista

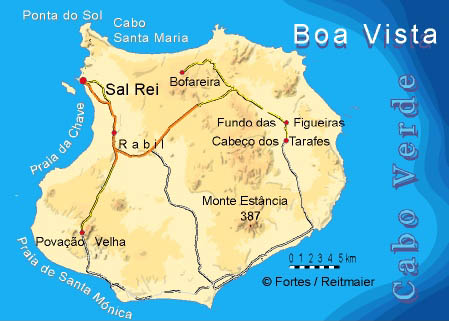
Karta över Boa Vista

Boa Vista (portugisiska för "bra utsikt") är den östligaste ön i Kap Verde. Den ligger i ögruppen Barlavento. Ön utgör också en kommun med samma namn. Ön har en yta på 620 km², 3 353 invånare och största orten är Sal Rei med 2 122 invånare (2005).

## Orter
- Bafureira
- Cabeço do Tarafes
- Curral Velho
- Estancia de Baixo
- Funda das Figueroas
- Gata
- João Barreiro
- João Galego
- Norte
- Povoação Velha
- Rabil
- Sal Rei
- Santo Tirso